# Китайский продавец
«Кита́йский продаве́ц» (кит. 中国推销员, англ. China Salesman) — китайский боевик режиссёра Тань Бина. Премьера состоялась 16 июня 2017 года.

## Сюжет
Талантливый китайский программист Ян Цзянь направляется в одну из стран Африки для того, чтобы выиграть тендер. Победа в этом тендере даст право на разработку минеральных ресурсов в этой стране. С этой же целью туда прибывает и французский шпион Майкл, который нанял наёмника Лаудера и бывшего генерала Кабба. Между ними завязывается ожесточённая борьба.

## В ролях
| Актёр            | Роль     |
| ---------------- | -------- |
| Итан Ли          | Ян Цзянь |
| Стивен Сигал     | Лаудер   |
| Майк Тайсон      | Кабба    |
| Эрик Эбуане      |          |
| Жанике Аскевольд |          |
| Ли Ай            |          |
| Ван Цзыцзянь     |          |
| Шери Чэн         |          |
| Марк Гудман      |          |
| Рэндолл Лоуелл   |          |